# Spinochordodes vitiferus
Spinochordodes vitiferus är en tagelmaskart som beskrevs av Kirjanova 1950. Spinochordodes vitiferus ingår i släktet Spinochordodes och familjen Chordodidae. Inga underarter finns listade i Catalogue of Life.